# Valverde del Fresno
Valverde del Fresno este un oraș din Spania, situat în provincia Cáceres din comunitatea autonomă Extremadura. Are o populație de 2.547 de locuitori (2007).
1. ↑  Nomenclátor Geográfico de Municipios y Entidades de Población (20240402 edition)
2. ↑   http://dip-caceres.es/servicios/entidades-locales/municipios/valverde-del-fresno/index.html Lipsește sau este vid: |title= (ajutor)